# Francesco Bearzatti
Francesco Bearzatti (Pordenone, 9 ottobre 1966) è un sassofonista e clarinettista italiano.

## Biografia
Il 31 maggio 2017 Bearzatti ha suonato a Treviso in un quartetto composto anche da Giovanni Falzone, Danilo Gallo e Zeno De Rossi in occasione della terza edizione di Treviso Suona Jazz. Torna a Treviso per la quarta edizione dello stesso festival e suona il 30 maggio 2018 a Palazzo Giacomelli, sede di Unindustria Treviso, insieme al chitarrista federico Casagrande .

## Discografia

### Album
- Live In France - 2014 (Parco Della Musica)
- Monk' N' Roll - 2013 (CAMJazz)
- X (Suite For Malcolm) - 2010 (Parco Della Musica)
- Suite For Tina Modotti - 2008 (Parco Della Musica)
- Sax Pistols: Stolen Days - (Auand Records)
- Virus - (Parco Della Musica/Auand Records)
- Hope (con Enrico Rava) - (Jazz Italiano/Auand Records)
- Beat Spirit (con Claudio Cojaniz) - (Caligola Records)